# SIL International
SIL International (англ. Summer Institute of Linguistics — Літній інститут лінгвістики) — міжнародна неприбуткова організація, основною метою якої є вивчення, розвиток і документування малопоширених мов для розширення лінгвістичних знань і розвитку літератури. Співпрацює з агентством Wycliffe Bible Translators діяльність якого присвячена перекладу Біблії на рідкісні мови. SIL International надає базу даних своїх досліджень через «Ethnologue», базу даних мов світу. В організації беруть участь понад 6 000 чоловік з 50 країн.